# Greylingstad
Greylingstad is een klein dorp met 850 inwoners, in de gemeente Dipaleseng in het district Gert Sibande in de Zuid-Afrikaanse provincie Mpumalanga. 
Het dorp was in de jaren '50 en '60 een welvarend boerendorp langs de hoofdweg tussen Johannesburg en Durban. Toen deze weg werd verlegd in de jaren 60 bleek de klandizie voor veel kleine bedrijven in Greylingstad te klein geworden. Thans is het dorp een spookstad met veel in desolate toestand verkerende gebouwen.

## Subplaatsen
Het nationaal instituut voor de statistiek, Stats SA, deelt sinds de census 2011 deze hoofdplaats in in 3 zogenaamde subplaatsen (sub place):
Greylingstad SP1 • Greylingstad SP2 • Willemsdal.